# 東北鼠麴草
东北鼠麴草（学名：Gnaphalium mandshuricum），为菊科鼠麴草属下的一个植物种。